# Gletscherbahn Kaprun
Gletscherbahn Kaprun, GBK – koleje linowe i wyciągi w gminie Kaprun prowadzące na Kitzsteinhorn. Koleje są eksploatowane przez Gletscherbahnen Kaprun AG.
W pożarze jednej z kolei – kolei szynowej Gletscherbahn Kaprun 2 zginęło 11 listopada 2000 roku 150 pasażerów jednego z zespołów wagonów i 5 postronnych osób.